# Гандельман, Григорий Михайлович
Григорий Михайлович Гандельман (1920—1993) — советский физик-теоретик, лауреат Сталинской премии (1953) и Государственной премии СССР (1969).

## Биография
Родился 4 февраля 1920 года в Екатеринославе.
Окончил 4 курса Днепропетровского университета (1943) и Военно-воздушную инженерную академию им. Жуковского (1945). Получил направление в г. Уральск в Ворошиловскую летную школу инженером эскадрильи, через год переведён на Южный Сахалин, ещё через год - демобилизован из армии. 
В 1947—1948 годах младший научный сотрудник ИХФ АН СССР.
В 1948 — 1970 годах работал в КБ-11: младший научный сотрудник, старший научный сотрудник, начальник лаборатории, начальник отдела.
С 1970 года старший научный сотрудник ВНИИ оптико-физических измерений. В 1991—1993 гг. консультант Института теоретической физики им. Л. Д. Ландау РАН.
Участвовал в расчетно-теоретических исследованиях по термоядерным зарядам, включая РДС-37.
Кандидат (1954), доктор (1968) физико-математических наук. Докторская диссертация:
- Теоретическое исследование электронных спектров и уравнение состояния элементов при сверхвысоких давлениях : диссертация ... доктора физико-математических наук : 01.00.00 / Г.М. Гандельман. - [Б. м.], [1966]. - 115 с. : ил.

- Сталинская премия второй степени (1953) — за расчетно-теоретические работы по изделию РДС-6с и РДС-5

Государственная премия СССР (1969).
За успешное выполнение специального задания Правительства награждён орденом Ленина (11.09.1956).
Сочинения:
- Гандельман Г. М. , Франк-Каменецкий Д. А., Докл. АН СССР 107, 811 (1956).
- Г. М. Гандельман, О. Ю. Ицкович, П. С. Кондратенко. Вязкость водородной плазмы. Физика плазмы, 1980, 6, с. 171—177.
- Г. М. Гандельман, П. С. Кондратенко. Полное подавление металлического отражения при резонансном возбуждении поверхностных электромагнитных волн. Письма в ЖЭТФ, 1983, 38, с. 246—248.
- Г. М. Гандельман, П. С. Кондратенко. К теории образования периодических структур при воздействии лазерного излучения на поверхности металлов и полупроводников. ЖЭТФ, 1985, 88, с. 1470—1480.